# Taschenofen
Ein Taschenofen ist ein kleines, auf Verbrennung basierendes Heizgerät, das man sich in die Jackentasche stecken kann. Der Zweck von Taschenöfen ist vor allem das Wärmen der Hände, sie können aber auch zum Wärmen und Trocknen von Schuhen und Socken verwendet werden. Heutzutage wird der Taschenofen größtenteils von Handwärmekissen verdrängt, die Kristallisationsenthalpie freisetzen.

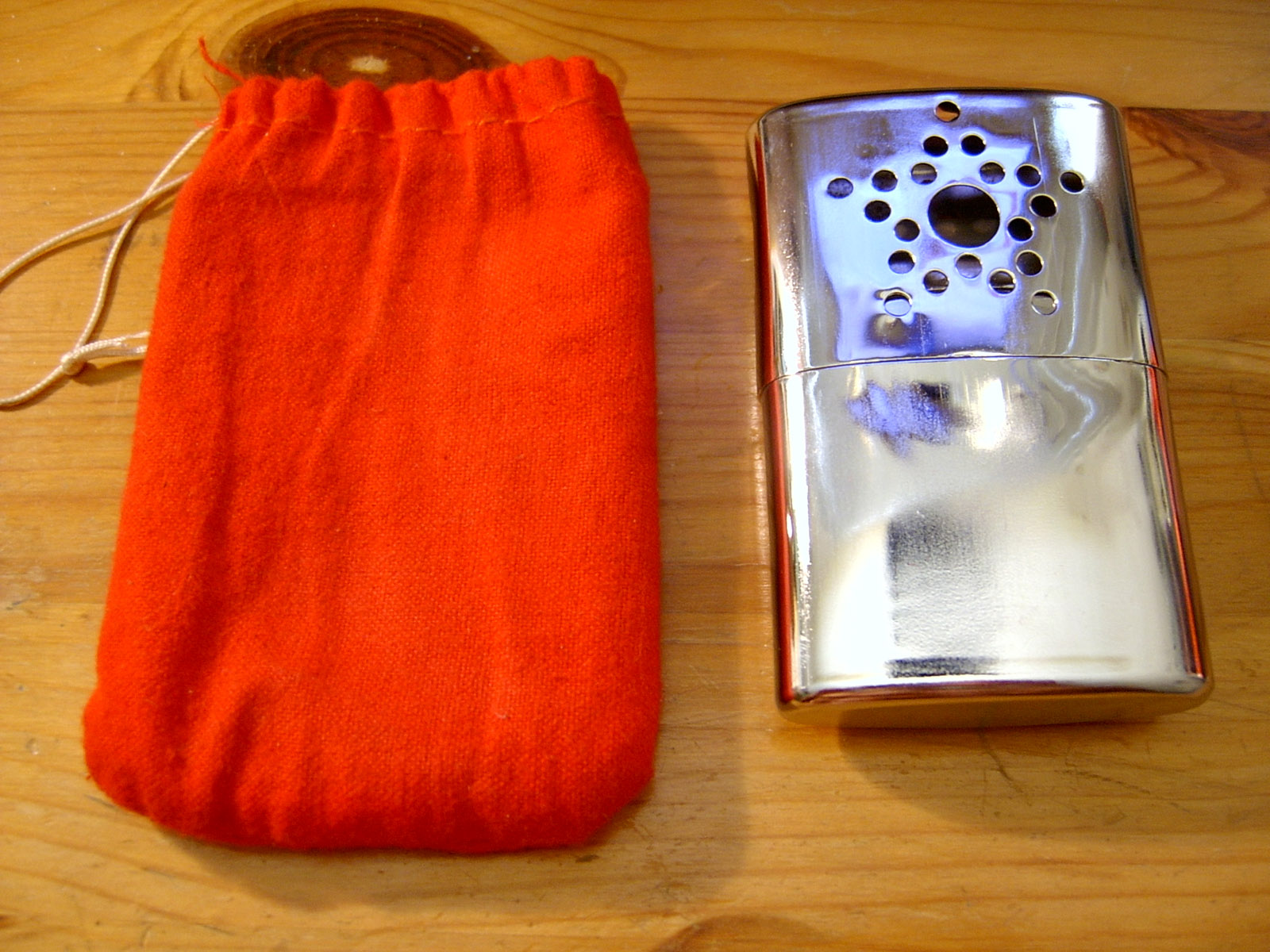
Ein benzinbetriebener Taschenofen
Dunkelrot glühender Brenner eines Benzin-Taschenofens
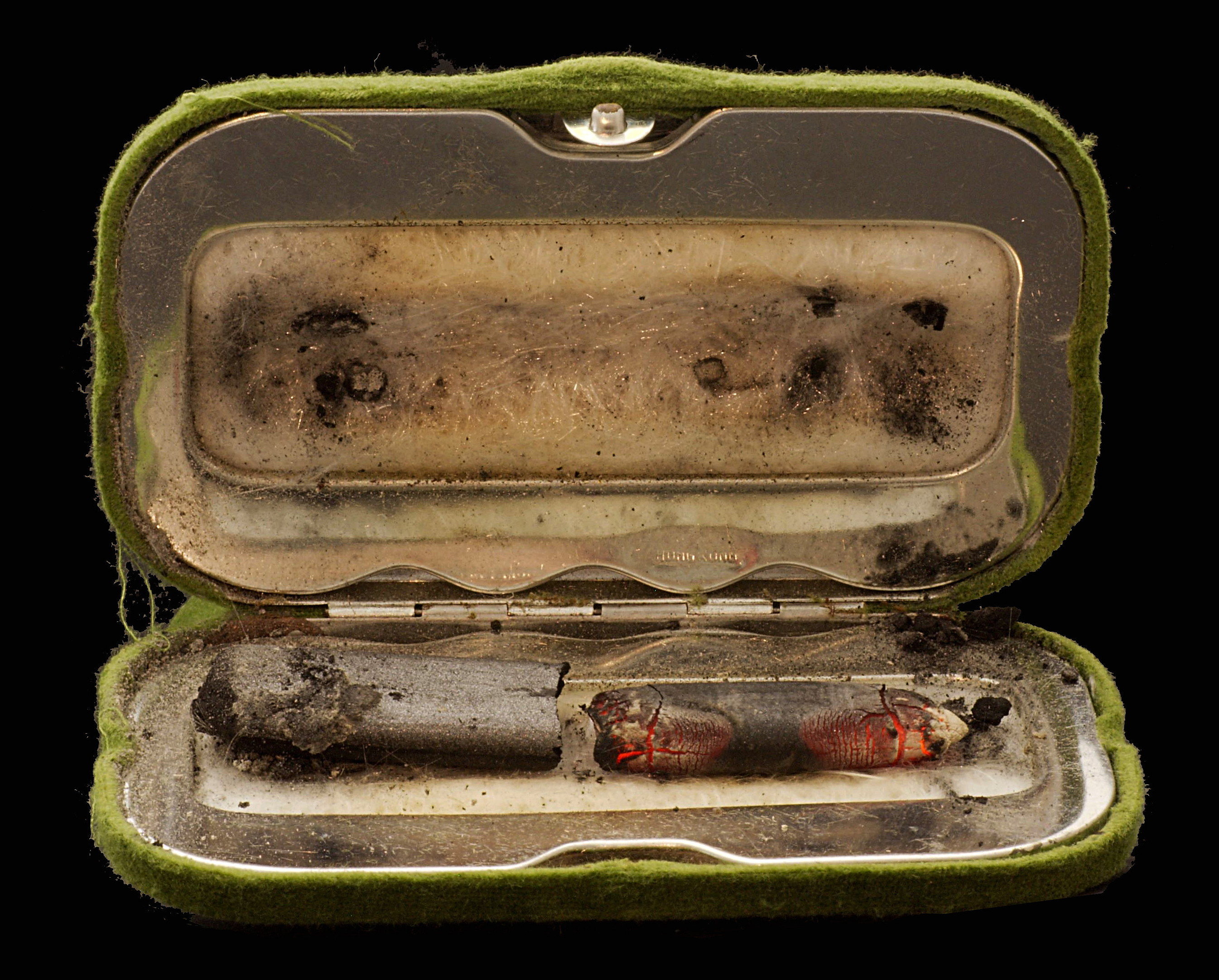
Kohlebetriebener Taschenofen
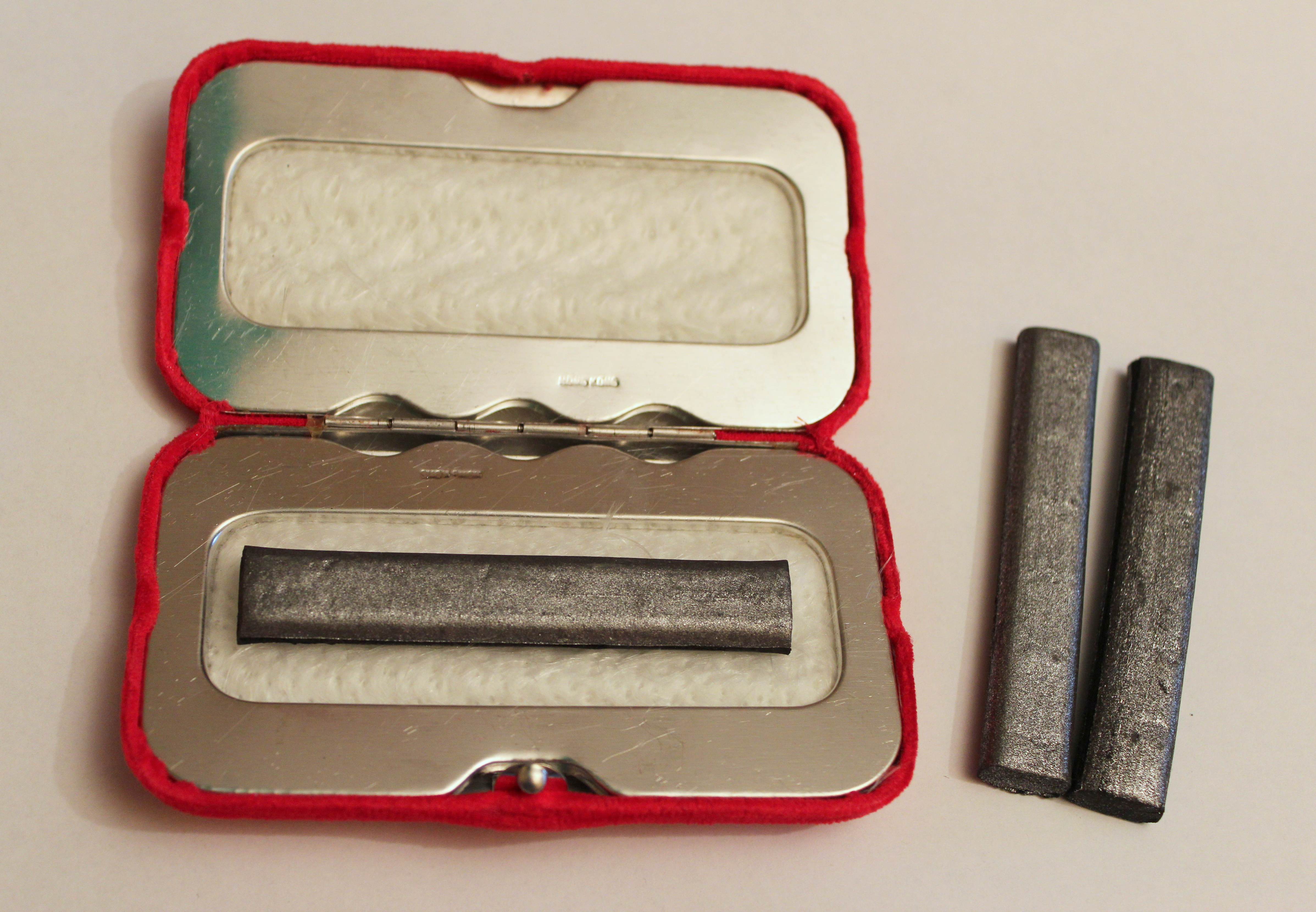
Unbenutzter Kohle-Taschenofen, daneben zwei Kohlestäbchen
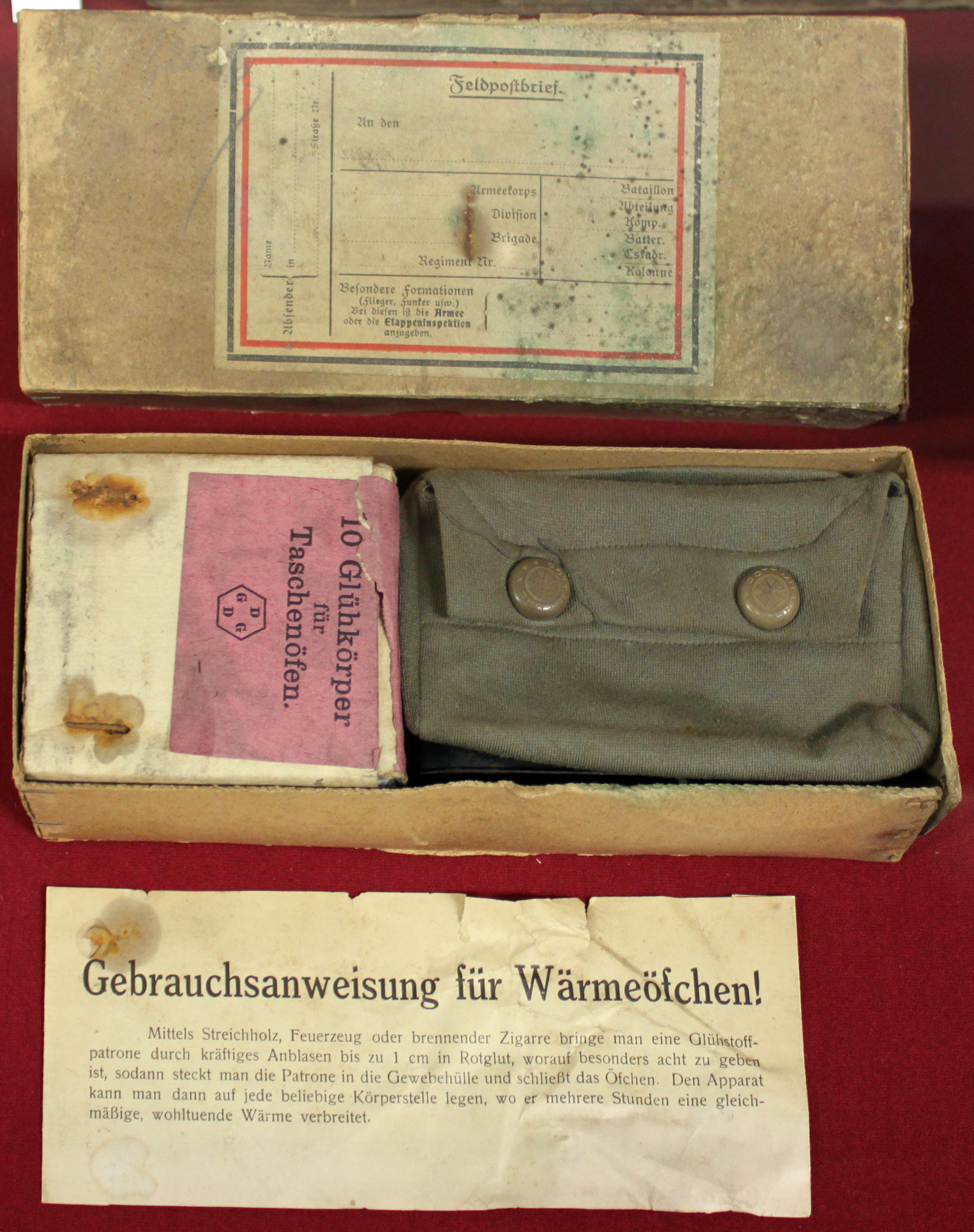
Feldpostpäckchen mit Taschenofen aus dem Ersten Weltkrieg
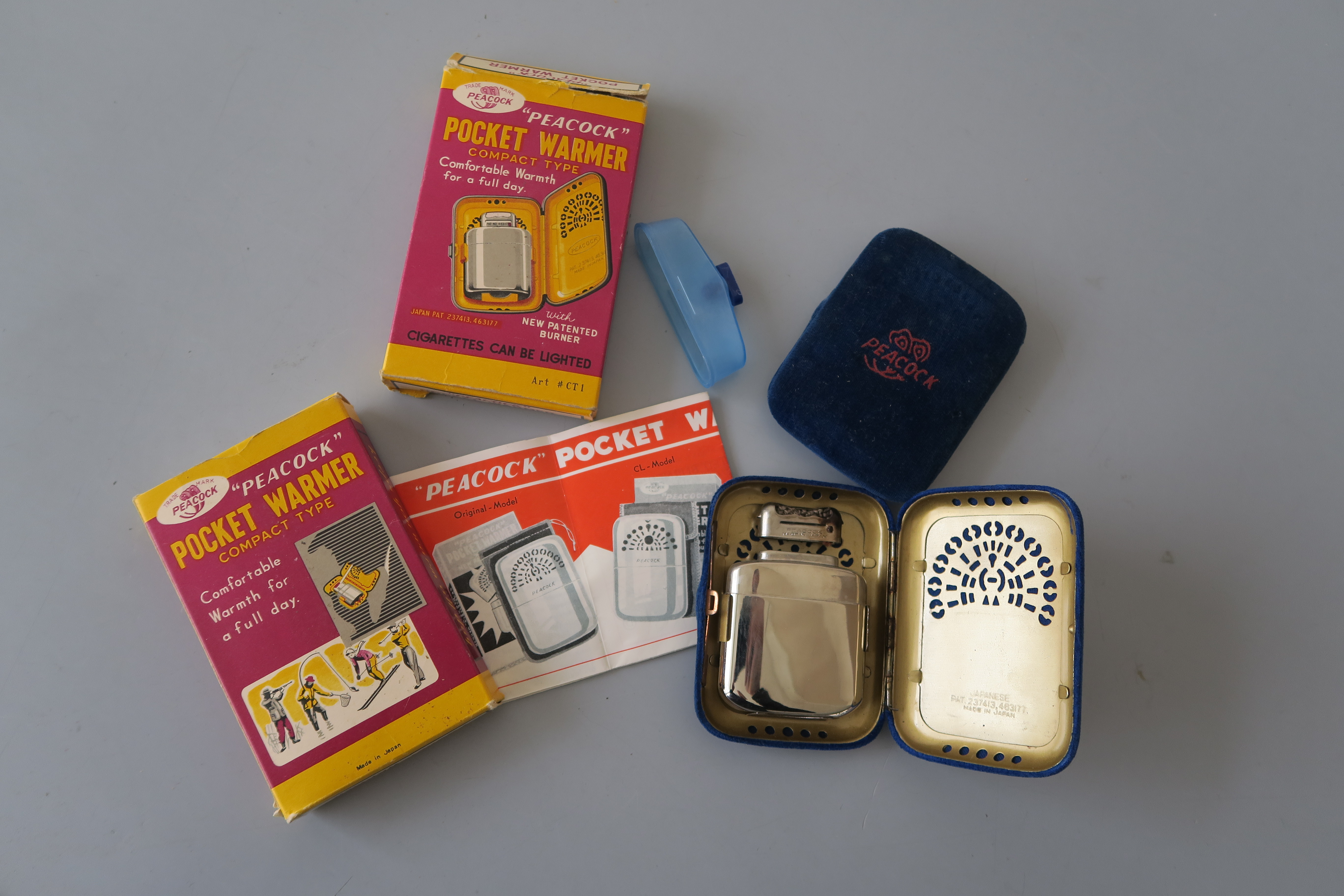
Benzin-Taschenofen, Patent von 1923, Made in Japan

Die meisten Taschenöfen werden mit rundkantigen und mit Zusätzen gepressten Stäben aus Kohle oder Holzkohle betrieben, es gibt aber auch Modelle, die mit Feuerzeugbenzin beheizt werden. Der etwa 10 cm lange Kohlestab wird angezündet und glüht langsam bei reduzierter Sauerstoffzufuhr im glasfasergepolsterten Taschenofen. Die Glühdauer liegt bei mehreren Stunden. Zur Erhöhung der Leistung kann der Kohlestab auch an beiden Seiten gleichzeitig angezündet werden. Die Architektur des Taschenofens sorgt dafür, dass er außen niemals so heiß wird, dass die Hitze zu Verbrennungen der Haut oder zu Beschädigungen der Kleidung führen kann. Zusätzlich kann er zum Wärmeschutz in einen Stoffbeutel gesteckt werden. Es ist wichtig, dafür zu sorgen, dass das Gehäuse des Taschenofens sicher verschlossen ist (was zum Beispiel durch ein zusätzliches Gummiband, oder durch den meistens mitgelieferten Stoffbeutel erfolgen kann), damit er bei bewegungsintensiven Aktivitäten nicht ungewollt in der Tasche aufgeht.
Da bei der Verbrennung u. a. Kohlenmonoxid entsteht, ist aufgrund der Erstickungsgefahr von einer Verwendung im Schlafsack abzusehen.
Mit Benzin betriebene Taschenöfen arbeiten flammenlos durch katalytische Verbrennung über einen Katalysator. Die Heizdauer kann mehr als 12 Stunden betragen; bei einigen Modellen sogar 24 oder 30 Stunden. Auch diese Geräte können in einem Stoffbeutel betrieben werden. Durch die katalytische Reaktion von Platin, das im Brennerkopf auf einer Glaswolle aufgebracht ist, mit verdampftem Benzin, wird ebenjenes in Kohlendioxid (CO₂) und Wasser (H₂O) zersetzt. Dabei entsteht – im Gegensatz zu Taschenöfen mit Kohlebrennstäben – kein giftiges Kohlenstoffmonoxid (CO). Dies macht die Verwendung selbst in Innenräumen problemlos möglich. Die während des katalytischen Prozesses entstehende Oxidationswärme kann selbst bei niedrigsten Temperaturen wie −40 °C über mehrere Stunden aufrechterhalten werden. Die Höchsttemperatur beträgt 45 °C. 1 ml Benzin entsprechen ungefähr 1 Stunde Wärme. Die Watte des Benzintanks und der Brenner können bei Verschleiß ersetzt werden. Der Brennerkopf darf nicht brennen (nur glühen ohne offene Flamme) oder nass werden. Eine Überfüllung des Ofens ist deshalb zu vermeiden. Die katalytische Reaktion kann vorzeitig durch einen Mangel an Sauerstoff gestoppt werden. Dafür kann der Taschenofen in einem Plastikbeutel mit Verschluss oder in einem ähnlichen, luftdichten Behältnis platziert werden. Taschenöfen mit Benzin sind – bei richtiger Anwendung – sauber und sicher.
Im weiteren Sinne werden auch mit Batterien oder Akkus betriebene Handwärmer als Taschenofen bezeichnet.